# Dependências da Coroa Britânica
Dependências da Coroa Britânica (em inglês: British Crown dependencies) são territórios de posse da coroa britânica, mas que não fazem parte do Reino Unido da Grã-Bretanha e Irlanda do Norte, e não pertencem à União Europeia. Estas dependências são: as Ilhas do Canal (com os dois Bailiados de Jérsei e de Guérnesei) e a Ilha de Man.
Em um contexto histórico, devem ser distinguidas das colônias, territórios britânicos ultramarinos e protetorados protegidos pelo Estado britânico. Também não devem ser confundidos com os reinos da Commonwealth.

## Definição
"A Coroa" é definida de forma diferente em cada Dependência da Coroa. Em Jérsei, declarações no século XXI da posição constitucional dos Oficiais de Justiça da Coroa definem-na como a "Coroa no direito de Jérsei", com todas as terras da Coroa no Bailliage de Jersey pertencentes à Coroa por direito de Jersey e não ao Crown Estate do Reino Unido. A legislação da Ilha de Man define a "Coroa no direito da Ilha de Man" como sendo separada da "Coroa no direito do Reino Unido". Em Guernsey, a legislação refere-se à "Coroa no direito do Bailliage", e os Oficiais de Justiça da Coroa de Guernsey alegaram que "A Coroa neste contexto normalmente significa a Coroa no direito da república do Bailiwick de Guernsey " e que isso compreende "as instituições governamentais e cívicas coletivas, estabelecidas por e sob a autoridade do Monarca, para a governança dessas Ilhas, incluindo os Estados de Guernsey e legislaturas nas outras Ilhas, a Corte Real e outras tribunais, o vice-governador, as autoridades paroquiais e a Coroa agindo no e por meio do Conselho Privado."

## Administração
Todas as três dependências fazem parte do Conselho britânico-irlandês, e possuem jurisdição administrativa independente. Desde 2005, cada dependência da Coroa possui seu ministro-chefe como chefe de governo. Contudo, por serem posses da Coroa do Reino Unido, as dependências não são nações soberanas independentes, e o poder legislativo das ilhas reside nas suas assembleias legislativas, com a aprovação da Coroa.
Estas dependências da Coroa, junto com o Reino Unido, são coletivamente conhecidas como as Ilhas Britânicas. Elas são tratadas como parte do Reino Unido para propósitos da lei de nacionalidade britânica. No entanto, elas mantêm controle das moradias e dos empregos quais se aplicam aos cidadãos britânicos sem conexões específicas com tal dependência (assim como para os cidadãos que não são britânicos).
Cada ilha tem:
- O próprio código de licenciamento internacional de veículo (GBG - Guernsey; GBA - Alderney; GBJ - Jersey; GBM, Ilha de Man),
- O próprio domínio de Internet (".gg" - Guernsey, ".je" - Jersey, ".im" - Ilha de Man),
- Códigos ISO 3166-2, reservados em nome da União Postal Universal (GGY - Guernsey, JEY - Jersey, IMN - Ilha de Man) e, em seguida, adicionados oficialmente pela Organização Internacional para Padronização, em 29 de março de 2006.

## Dependências da Coroa Britânica
| Dependência          | Localização     | Monarca            | Área      | População | Subdivisões | Capital            |
| -------------------- | --------------- | ------------------ | --------- | --------- | ----------- | ------------------ |
| Bailiado de Guernsey | Canal da Mancha | Duque da Normandia | 78 km²    | 67 334    | Alderney    | Saint Anne         |
| Bailiado de Guernsey | Canal da Mancha | Duque da Normandia | 78 km²    | 67 334    | Guernsey    | Porto de São Pedro |
| Bailiado de Guernsey | Canal da Mancha | Duque da Normandia | 78 km²    | 67 334    | Herm        | –                  |
| Bailiado de Guernsey | Canal da Mancha | Duque da Normandia | 78 km²    | 67 334    | Sark        | La Seigneurie      |
| Bailiado de Jersey   | Canal da Mancha | Duque da Normandia | 118,2 km² | 107 800   | –           | Santo Helério      |
| Ilha de Man          | Mar da Irlanda  | Lorde de Man       | 572 km²   | 83 314    | –           | Douglas            |